# Gran Premio motociclistico di Spagna 1976
Il Gran Premio motociclistico di Spagna fu l'ultimo appuntamento del motomondiale 1976.
Si svolse il 19 settembre 1976 sul Circuito del Montjuïc, e corsero tutte le classi tranne 500 e sidecar.
Prima vittoria iridata per Kork Ballington nella gara della 350. Terzo Franco Uncini, autore del giro veloce (e nuovo record del circuito).
Walter Villa lasciò vincere il suo compagno di scuderia Gianfranco Bonera in 250.
Pier Paolo Bianchi fu imbattibile nella gara della 125: Ángel Nieto fu secondo a oltre 25 secondi. Lo spagnolo aveva vinto in precedenza la gara della 50.

## Classe 350
29 piloti alla partenza, 19 al traguardo.

### Arrivati al traguardo
| Pos. | Pilota             | Moto            | Tempo      | Punti |
| ---- | ------------------ | --------------- | ---------- | ----- |
| 1    | Kork Ballington    | Yamaha          | 52' 17" 43 | 15    |
| 2    | Víctor Palomo      | Yamaha          | +1" 71     | 12    |
| 3    | Franco Uncini      | Yamaha          | +2" 53     | 10    |
| 4    | Johnny Cecotto     | Yamaha          | +19" 78    | 8     |
| 5    | Bruno Kneubühler   | Yamaha          | +23" 42    | 6     |
| 6    | Walter Villa       | Harley-Davidson | +36" 63    | 5     |
| 7    | Alan North         | Yamaha          | +54" 50    | 4     |
| 8    | Boet van Dulmen    | Yamaha          | +54" 64    | 3     |
| 9    | Tom Herron         | Yamaha          | +1' 35" 95 | 2     |
| 10   | Olivier Chevallier | Yamaha          | +1' 37" 39 | 1     |
| 11   | Roland Freymond    | Yamaha          | +1 giro    |       |
| 12   | Anton Mang         | Yamaha          | +1 giro    |       |
| 13   | Rogelio Cardozo    | Yamaha          | +1 giro    |       |
| 14   | George Fogarty     | Yamaha          | +1 giro    |       |
| 15   | Markku Matikainen  | Yamaha          | +1 giro    |       |
| 16   | Bernd Tüngethal    | Yamaha          | +1 giro    |       |
| 17   | Vanes Francini     | Yamaha          | +1 giro    |       |
| 18   | Franz Meier        | Yamaha          | +1 giro    |       |
| 19   | Edmar Ferreira     | Yamaha          | +2 giri    |       |

## Classe 250
28 piloti alla partenza, 22 al traguardo.

### Arrivati al traguardo
| Pos. | Pilota             | Moto              | Tempo      | Punti |
| ---- | ------------------ | ----------------- | ---------- | ----- |
| 1    | Gianfranco Bonera  | Harley-Davidson   | 53' 25" 99 | 15    |
| 2    | Walter Villa       | Harley-Davidson   | +0" 19     | 12    |
| 3    | Alan North         | Yamaha            | +14" 52    | 10    |
| 4    | Pentti Korhonen    | Yamaha            | +17" 04    | 8     |
| 5    | Víctor Palomo      | Yamaha            | +25" 50    | 6     |
| 6    | Franco Uncini      | Yamaha            | +40" 98    | 5     |
| 7    | Boet van Dulmen    | Yamaha            | +46" 56    | 4     |
| 8    | Kork Ballington    | Yamaha            | +1' 06" 52 | 3     |
| 9    | Patrick Fernandez  | Yamaha            | +1' 06" 68 | 2     |
| 10   | Henk van Kessel    | Yamaha            | +1' 12" 89 | 1     |
| 11   | Bruno Kneubühler   | Yamaha            | +1' 14" 73 |       |
| 12   | Chas Mortimer      | Maxton-Yamaha     | +1' 22" 09 |       |
| 13   | Tom Herron         | Yamaha            | +1' 39" 40 |       |
| 14   | John Dodds         | Yamaha            | +1' 45" 19 |       |
| 15   | Pier Paolo Bianchi | Bimota-Morbidelli | +1' 59" 18 |       |
| 16   | Franz Kunz         | Yamaha            | +1 giro    |       |
| 17   | Harald Bartol      | Yamaha            | +1 giro    |       |
| 18   | Rogelio Cardozo    | Yamaha            | +1 giro    |       |
| 19   | Bernd Tüngethal    | Yamaha            | +1 giro    |       |
| 20   | Franz Meier        | Yamaha            | +2 giri    |       |
| 21   | Juan Bordons       | Yamaha            | +2 giri    |       |
| 22   | Hans Stadelmann    | Yamaha            | +2 giri    |       |

## Classe 125
27 piloti alla partenza, 14 al traguardo.

### Arrivati al traguardo
| Pos. | Pilota                 | Moto       | Tempo      | Punti |
| ---- | ---------------------- | ---------- | ---------- | ----- |
| 1    | Pier Paolo Bianchi     | Morbidelli | 49' 56" 04 | 15    |
| 2    | Ángel Nieto            | Bultaco    | +25" 54    | 12    |
| 3    | Henk van Kessel        | AGV-Condor | +1' 03" 20 | 10    |
| 4    | Anton Mang             | Morbidelli | +1' 03" 82 | 8     |
| 5    | Jean-Louis Guignabodet | Morbidelli | +1 giro    | 6     |
| 6    | Juliaan Vanzeebroeck   | Morbidelli | +1 giro    | 5     |
| 7    | Pierluigi Conforti     | Morbidelli | +1 giro    | 4     |
| 8    | Eugenio Lazzarini      | Morbidelli | +1 giro    | 3     |
| 9    | Ermanno Giuliano       | Daspa-LGM  | +1 giro    | 2     |
| 10   | Cees van Dongen        | Morbidelli | +1 giro    | 1     |
| 11   | Hans Müller            | Yamaha     | +2 giri    |       |
| 12   | Ulrich Graf            | Yamaha     | +2 giri    |       |
| 13   | Enrico Cereda          | Morbidelli | +2 giri    |       |
| 14   | Pentti Salonen         | Yamaha     | +3 giri    |       |

## Classe 50
29 piloti alla partenza, 19 al traguardo.

### Arrivati al traguardo
| Pos. | Pilota               | Moto           | Tempo      | Punti |
| ---- | -------------------- | -------------- | ---------- | ----- |
| 1    | Ángel Nieto          | Bultaco        | 34' 01" 51 | 15    |
| 2    | Herbert Rittberger   | Kreidler       | +12" 97    | 12    |
| 3    | Eugenio Lazzarini    | UFO-Morbidelli | +28" 49    | 10    |
| 4    | Rolf Blatter         | Kreidler       | +40" 93    | 8     |
| 5    | Juliaan Vanzeebroeck | Kreidler       | +56" 72    | 6     |
| 6    | Ricardo Tormo        | Kreidler       | +57" 26    | 5     |
| 7    | Claudio Lusuardi     | Villa          | +58" 75    | 4     |
| 8    | Günter Schirnhofer   | Kreidler       | +1' 19" 38 | 3     |
| 9    | Aldo Pero            | Kreidler       | +1' 26" 09 | 2     |
| 10   | Hans-Jürgen Hummel   | Kreidler       | +1' 39" 58 | 1     |
| 11   | Joaquín Galí         | Derbi          | +2' 07" 02 |       |
| 12   | Ramón Galí           | Derbi          | +1 giro    |       |
| 13   | Arthur Benita        | Scrab-Kreidler | +1 giro    |       |
| 14   | Jorge Navarrete      | Derbi          | +1 giro    |       |
| 15   | Ernst Stammbach      | Kreidler       | +1 giro    |       |
| 16   | Kai Lindström        | Tunturi-Puch   | +2 giri    |       |
| 17   | Hans Hofer           | Hosta          | +3 giri    |       |
| 18   | Engelbert Kip        | Kreidler       | +4 giri    |       |
| 19   | Javier Mira          | Derbi          | +6 giri    |       |

## Fonti e bibliografia
- (EN) Chris Carter (a cura di), Motocourse 1976-77, Richmond, Surrey, Hazleton Securities Ltd, 1976,  pp. 128-133, ISBN 0-905138-02-3.